# ユージン・ハッツ
ユージン・ハッツ（英語: Eugene Hütz, ウクライナ語: Євген Гудзь Jevhen Hudź、1972年 9月6日 - ）は、ウクライナ出身、ロマのミュージシャン、DJ、俳優。

## 表記
日本では「ハッツ」と表記されるが、本人は「ヒュッツ」と発音している。なお英語圏でもHützと表記される。

## 来歴
1972年ウクライナ・キエフ近郊のボヤルカにて生まれる。
父親はロシア人でウクライナ初のロックギタリスト。母親はロマのタップダンサー・歌手という音楽一家だった。
1986年ユージンが14歳の時、チェルノブイリ原子力発電所事故によって一家は故郷を離れることを余儀なくされた。以降7年にわたって東欧各地の難民キャンプを転々とする。
ポーランド、ハンガリー、オーストリア、イタリアでの生活を経て、1993年家族でアメリカのバーモント州に移住した。
バーモントではフライングファックというバンドを結成。後のゴーゴル・ボールデロに繋がる実験的バンドで、ジプシー音楽をベースに各国の民族音楽を取り交ぜたパンク・ロックであった。1997年ニューヨークへ移住。この頃母親のドイツ旧姓であるHützを名乗るようになる。
1999年、多文化、多国籍、多民族、多言語のアーティストからなるジプシーパンクバンド、ゴーゴル・ボールデロを結成。以来、ボーカル・ギタリストとしてカリスマ的人気を誇る。2008年には来日してフジロックフェスティバルに参加した。
マンハッタンのブルガリアン・バー、Mehanataを拠点としてDJとしても活動している。同店は東欧文化のメッカとまで言われるになる。
2006年の映画『僕の大事なコレクション』の準主役で俳優としてデビュー、映画音楽も担当した。同年、彼自身のルーツを辿る東欧横断の旅がドキュメンタリー『The Pied Piper of Hutzovina』として制作されている。2007年にマドンナとLive Earthで共演した事がきっかけで、2008年、彼女の初監督の映画『ワンダーラスト』で主演した。
2008年からは友人の勧めを受けてブラジルに在住している。